# Fotònica del silici

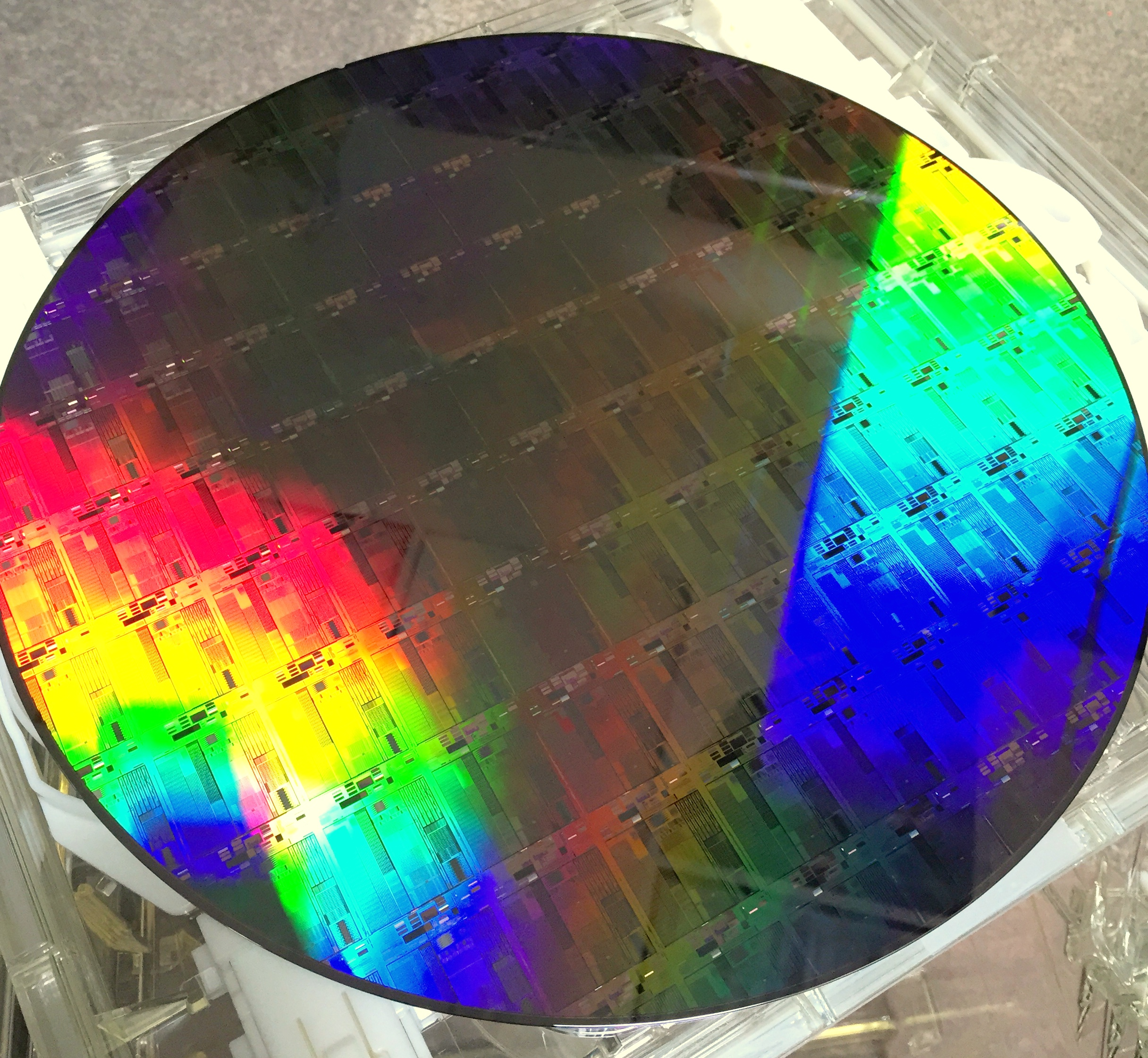
Oblia de 300mm per a Fotònica de silici.

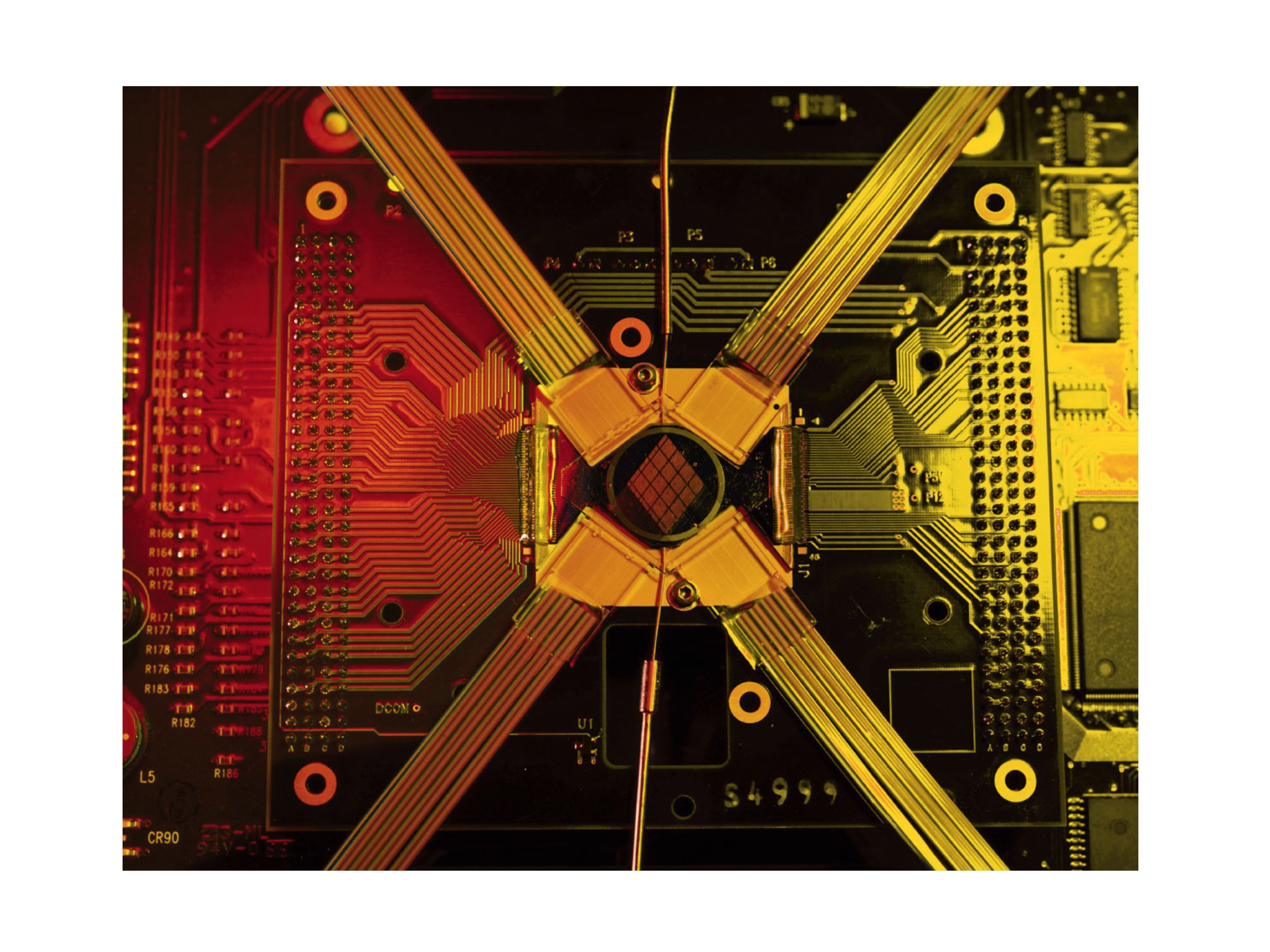
Exemple d'aplicació: Interruptor fotònic Agilent de 32 x 32, que mostra una estructura de guia d'ona plana de sílice a la part superior del substrat de silici que conté escalfadors de punt d'encreuament. Els tubs que s'estenen en direccions oposades gestionen el fluid que coincideix amb l'índex de refracció que omple les rases del punt d'encreuament.

La fotònica del silici és l'estudi i l'aplicació de sistemes fotònics que utilitzen el silici com a mitjà òptic. El silici normalment es modela amb una precisió submicromètrica, en components microfotònics. Aquests operen a l'infraroig, més habitualment a la longitud d'ona d'1,55 micròmetres utilitzada per la majoria dels sistemes de telecomunicacions de fibra òptica. El silici normalment es troba a la part superior d'una capa de sílice en el que (per analogia amb una construcció similar en microelectrònica) es coneix com a silici sobre aïllant (SOI).
Els dispositius fotònics de silici es poden fabricar mitjançant tècniques de fabricació de semiconductors existents i, com que el silici ja s'utilitza com a substrat per a la majoria de circuits integrats, és possible crear dispositius híbrids en els quals els components òptics i electrònics s'integren en un únic microxip. En conseqüència, la fotònica de silici està sent investigada activament per molts fabricants d'electrònica, com IBM i Intel, així com per grups de recerca acadèmics, com a mitjà per seguir el camí amb la Llei de Moore, mitjançant l'ús d'interconnexions òptiques per proporcionar una transferència de dades més ràpida tant entre els microxips com dins de ells.
La propagació de la llum a través dels dispositius de silici es regeix per una sèrie de fenòmens òptics no lineals que inclouen l'efecte Kerr, l'efecte Raman, l'absorció de dos fotons i les interaccions entre fotons i portadors de càrrega lliure. La presència de no linealitat és d'importància fonamental, ja que permet que la llum interaccioni amb la llum, permetent així aplicacions com la conversió de longituds d'ona i l'encaminament del senyal totalment òptic, a més de la transmissió passiva de la llum.
Les guies d'ona de silici també són de gran interès acadèmic, a causa de les seves propietats guiadores úniques, es poden utilitzar per a comunicacions, interconnexions, biosensors, i ofereixen la possibilitat de suportar fenòmens òptics no lineals exòtics com la propagació de solitons.
Aplicacions; Comunicacions òptiques, Encaminadors òptics i processadors de senyal, Telecomunicacions de llarg abast mitjançant fotònica de silici, Visualitzacions de camp de llum.